# Odotheus
Odotheus (in Zosimus Aedotheus ) was een Ostrogotische koning die in 386 een inval leidde in het Romeinse rijk. Hij werd verslagen en vermoord door de Romeinse generaal Promotus. De overlevenden van zijn volk vestigden zich in Phrygia (Anatolië).

## Invasie van het Romeinse rijk
Na de grote Gotische intrede in het Romeinse rijk in 376, bleven er nog steeds aanzienlijke aantallen Goten over in verschillende koninkrijken ten noorden en oosten van de benedenloop van de Donau. In het jaar 386 leidde koning Odotheus zijn volk het rijk binnen, mogelijk op de vlucht voor de hegemonie van de Hunnen.
Historicus Hermann Schreiber stelt dat de overtocht in de herfst plaatsvond, vanwege hernieuwde aanvallen van de Hunnen. Door een andere historicus Peter Heather wordt dit betwist. Door Zosimus  werd de inval beschreven als een zware aanval op de Romeinen en vormde de tweede oppositie aan de Beneden-Donau-grens, aangezien ook andere Gotische groepen aan hetzelfde front tegen de Romeinen vochten. Volgens een verslag werden de Ostrogoten verpletterd toen ze probeerden de Donau over te steken. Er wordt ook geschreven dat veel van deze gewapende troepen omkwamen in een hinderlaag nadat de oversteek van de Donau gedeeltelijk succesvol was. Dit incident werd opgemerkt in de Panegyric van Claudianus dat werd voorgedragen ter ere van het vierde consulaat van keizer Honorius. Schreiber stelt dat de Romeinen de achtergebleven vrouwen en kinderen gevangen namen en als slaven verkochten 
Odotheus werd tijdens de gevechten gedood door de generaal Promotus. Zosimus geeft twee versies (4.35 en 4.38-9), waarvan algemeen wordt aangenomen dat ze dezelfde gebeurtenis weergeven; de tweede versie noemt ze Ostrogoten en spreekt van verraad (of hinderlaag) door Promotus. De overlevenden van zijn volk werden in Phrygië gevestigd; sommigen werden opgeroepen voor het leger, anderen werkten op de landerijen.

## Het lot van Odotheus' volk
In 399 kwam Tribigild, een Gotische commandant in Romeinse dienst, die een eenheid van deze Phrygische overlevenden van Odotheus' koninkrijk  leidde, in opstand. Historicus Michael Kulikowski suggereert dat de Goten van het Tribigild in feite overlevenden waren van de bloedbaden in Klein-Azië van 378/9, na de Slag om Adrianopel.  Gainas, een andere Gotische generaal die gestuurd werd  om de opstand te onderdrukken, gebruikte de opstand van Tribigild voor zijn eigen doeleinden. Na enkele aanvankelijke successen werd Gainas verslagen en vluchtte ten noorden van de Donau, maar werd gedood door de Hunnenleider Uldin. Aldus kwamen veel van de overgebleven mensen van Odotheus om; het lot van de rest in Phrygia is onbekend.